# Tumiany
Tumiany [tuˈmʲanɨ] (tiếng Đức: Daumen)  là một ngôi làng thuộc khu hành chính của Gmina Barczewo, thuộc huyện Olsztyński, Warmińsko-Mazurskiep, ở miền bắc Ba Lan. Nó nằm khoảng 9 kilômét (6 mi) về phía đông của Barczewo và 22 km (14 mi) về phía đông của thủ đô khu vực Olsztyn.